# James Hamilton, I conte di Arran
James Hamilton, I conte di Arran (1475 circa – Bo'ness, 1529), è stato un nobile scozzese, cugino primo di Giacomo IV di Scozia.

## Biografia

### Giovinezza e ascesa
James Hamilton nacque attorno al 1475 da James Hamilton, I signore di Hamilton e Mary Stuart, signora di Hamilton, figlia di Giacomo II di Scozia e Maria di Gheldria e sorella di Giacomo III di Scozia. Quando suo padre morì nel 1479 James ereditò la Signoria di famiglia e dieci anni dopo il cugino Giacomo IV di Scozia lo creò Sceriffo di Lanark, come già era stato suo padre e lo ammise al Consiglio privato di Scozia e poco dopo si unì in matrimonio con Elizabeth Home, figlia di Alexander Home, II Signore di Home.

### Primo matrimonio
Attorno al 1490 James si sposò con Elizabeth Home e i due ebbero le nozze annullate quando, nel 1506, si scoprì che il primo marito di lei era ancora vivo al momento delle loro nozze, si era presunto infatti che Thomas Hay avesse lasciato il paese e fosse morto quando Elizabeth e James si erano sposati, ma poi si scoprì che questi era venuto a mancare almeno l'anno seguente. 

### Secondo matrimonio
Un secondo annullamento venne concesso nel 1510, segno che i due dopo il primo avevano forse continuato a vivere insieme e, in vista di nuove nozze, James voleva forse essere certo che niente venisse a minarle. Il motivo per cui, plausibilmente, venne chiesto il divorzio, era l'assenza di figli, James infatti aveva già diversi figli illegittimi, ma gliene serviva uno legittimo e in un clima famigliare non chiaro convolò a seconde nozze con Janet Bethune, vedova di un uomo rimasto ucciso a Flodden, nel novembre 1516.

### Carriera
Nel 1502, da aprile ad agosto comandò una flotta mandata da Giacomo per aiutare lo zio Giovanni di Danimarca a domare una ribellione svedese e nello stesso periodo contribuì ai negoziati per il matrimonio fra Giacomo e Margherita Tudor la maggiore fra le figlie di Enrico VII d'Inghilterra e nello stesso giorno delle nozze John venne creato Conte di Arran.
Nominato Luogotenente generale di Scozia nel 1504 fu di nuovo a capo di una flotta per domare una rivolta scoppiata questa volta in patria, precisamente nelle Ebridi Esterne, nel settembre di tre anni dopo James venne mandato quale Ambasciatore presso la corte di Luigi XIII di Francia e al ritorno venne trattenuto brevemente in Inghilterra da Enrico VII preoccupato dal rinnovamento della Auld Alliance fra Francia e Scozia.
Nel 1513 sul trono inglese sedeva Enrico VIII d'Inghilterra già da quattro anni e quando questi si unì alla Guerra della Lega di Cambrai la Scozia dovette partire per supportare la Francia contro l'Inghilterra, di nuovo a capo di una flotta James andò contro Carrickfergus, nell'Ulster, dove risiedeva la più grande fortezza inglese della regione. Da lì le navi salparono verso la Francia e non fecero in tempo a rientrare per sostenere l'esercito scozzese che, nel frattempo, aveva subito una pesante disfatta alla Battaglia di Flodden Field in cui lo stesso Giacomo IV morì. Al trono salì Giacomo V di Scozia di appena un anno e James si oppose con forza al secondo marito di Margherita Archibald Douglas, VI conte di Angus che aveva assunto la Reggenza, così come si oppose al reggente successivo, John Stewart, in ogni caso fra il 1517 e il 1520 mentre Stewart era spesso assente James presiedette il consiglio di reggenza.
Quello stesso lasso di tempo lo vide contrapposto e perdente in una lotta di potere contro Douglas, di nuovo a capo del consiglio nel 1522 due anni dopo appoggiò Margherita perché Giacomo V iniziasse a governare autonomamente.

### Ultimi anni e morte
Enrico VIII in quegli anni gli forzò la mano perché riammettesse Douglas al consiglio, i due alla fine si trovarono vicini nel combattere contro il cugino John Stewart, III conte di Lennox (1490-4 settembre 1426) che si opponeva ai Douglas considerati eccessivamente filo-inglesi, alla battaglia di Linlithgow Bridge. Alla fine Giacomo V si allontanò dal Clan Douglas e James ricevette le terre, una volta loro, attorno a Bothwell.
James morì nel 1529.

## Discendenza
James e Janet Bethune ebbero:
- Helen Hamilton (morta attorno al 1541), che sposò Archibald Campbell, IV conte di Argyll
- James Hamilton, II conte di Arran, che fu reggente quando Maria Stuarda era bambina
- Janet Hamilton
- figlio di nome ignoto

James ebbe anche diversi figli illegittimi:
- James Hamilton di Finnart
- Elizabeth Hamilton
- John Hamilton, Arcivescovo di St Andrews e Tesoriere di Scozia
- Margaret Hamilton
- John Hamilton, che sposò Janet Home, nipote della prima moglie di suo padre

## Ascendenza
|                                  |                         |                           | Genitori                           |  |  | Nonni |  |  | Bisnonni      |  |  | Trisnonni      |  |
|                                  |                         |                           |                                    |  |  |       |  |  | John Hamilton |  |  | David Hamilton |  |
|                                  |                         |                           |                                    |  |  |       |  |  | John Hamilton |  |  | David Hamilton |  |
|                                  |                         | Janet Keith               |                                    |  |  |       |  |  | John Hamilton |  |  |                |  |
| James Hamilton                   |                         |                           |                                    |  |  |       |  |  | John Hamilton |  |  |                |  |
|                                  |                         | Janet Douglas             | sir James Douglas                  |  |  |       |  |  |               |  |  |                |  |
|                                  |                         | Janet Douglas             | sir James Douglas                  |  |  |       |  |  |               |  |  |                |  |
|                                  |                         | Janet Douglas             | Agnes Dunbar                       |  |  |       |  |  |               |  |  |                |  |
| James Hamilton, I lord Hamilton  |                         | Janet Douglas             |                                    |  |  |       |  |  |               |  |  |                |  |
|                                  |                         | sir Alexander Livingston  | sir John Livingston                |  |  |       |  |  |               |  |  |                |  |
|                                  |                         | sir Alexander Livingston  | sir John Livingston                |  |  |       |  |  |               |  |  |                |  |
|                                  |                         | sir Alexander Livingston  | Marjorie Menteith                  |  |  |       |  |  |               |  |  |                |  |
| Janet Livingston                 |                         | sir Alexander Livingston  |                                    |  |  |       |  |  |               |  |  |                |  |
|                                  |                         | Janet de Dundas           | John de Dundas                     |  |  |       |  |  |               |  |  |                |  |
|                                  |                         | Janet de Dundas           | John de Dundas                     |  |  |       |  |  |               |  |  |                |  |
|                                  |                         | Janet de Dundas           | Joan Douglas                       |  |  |       |  |  |               |  |  |                |  |
| James Hamilton, I conte di Arran |                         | Janet de Dundas           |                                    |  |  |       |  |  |               |  |  |                |  |
|                                  | Giacomo I, re di Scozia | Roberto III, re di Scozia |                                    |  |  |       |  |  |               |  |  |                |  |
|                                  | Giacomo I, re di Scozia | Roberto III, re di Scozia |                                    |  |  |       |  |  |               |  |  |                |  |
|                                  | Giacomo I, re di Scozia | Annabella Drummond        |                                    |  |  |       |  |  |               |  |  |                |  |
| Giacomo II, re di Scozia         | Giacomo I, re di Scozia |                           |                                    |  |  |       |  |  |               |  |  |                |  |
|                                  |                         | lady Joan Beaufort        | John Beaufort, I conte di Somerset |  |  |       |  |  |               |  |  |                |  |
|                                  |                         | lady Joan Beaufort        | John Beaufort, I conte di Somerset |  |  |       |  |  |               |  |  |                |  |
|                                  |                         | lady Joan Beaufort        | lady Margaret Holland              |  |  |       |  |  |               |  |  |                |  |
| Maria di Scozia                  |                         | lady Joan Beaufort        |                                    |  |  |       |  |  |               |  |  |                |  |
|                                  |                         | Arnoldo, duca di Gheldria | Giovanni II, signore di Egmond     |  |  |       |  |  |               |  |  |                |  |
|                                  |                         | Arnoldo, duca di Gheldria | Giovanni II, signore di Egmond     |  |  |       |  |  |               |  |  |                |  |
|                                  |                         | Arnoldo, duca di Gheldria | Maria di Arkel                     |  |  |       |  |  |               |  |  |                |  |
| Maria di Gheldria                |                         | Arnoldo, duca di Gheldria |                                    |  |  |       |  |  |               |  |  |                |  |
|                                  |                         | Caterina di Kleve         | Adolfo I, duca di Kleve            |  |  |       |  |  |               |  |  |                |  |
|                                  |                         | Caterina di Kleve         | Adolfo I, duca di Kleve            |  |  |       |  |  |               |  |  |                |  |
|                                  |                         | Caterina di Kleve         | Maria di Borgogna                  |  |  |       |  |  |               |  |  |                |  |
|                                  |                         | Caterina di Kleve         |                                    |  |  |       |  |  |               |  |  |                |  |